# エクイティ・オフィス
エクイティ・オフィス・プロパーティーズ・トラスト（Equity Office Properties Trust）は、アメリカ合衆国イリノイ州のオフィスビルの所有会社。1976年に創設。現在300以上のビルを所有している。2007年にブラックストーン・グループにより、継承債務をふくめ総額360億ドルで買収された。この買収は史上最大のLBO案件の一つである。